# 常田富士男
常田 富士男（ときた ふじお、1937年〈昭和12年〉1月30日 - 2018年〈平成30年〉7月18日）は、日本の俳優、声優、歌手、ナレーター。本名同じ。個性派の怪優として知られた。また歌手として、ビートルズを題材としたカルトGSのレコードも発表している。長男に俳優の倉崎青児がいる。

## 経歴
長野県下高井郡上木島村（現・木島平村）で生まれ、定職を持たぬ父とともに東京・浅草、横浜、静岡、九州を転々とし、小学3年時より熊本県阿蘇郡南小国町で育つ。中学を卒業すると親元を離れ、熊本県立済々黌高等学校定時制に通う。
高校卒業後、上京して劇団民藝養成所へ入所。養成所を出た後は、劇団員にならず、1960年に米倉斉加年、岡村春彦らと劇団青年劇場を結成。黒澤明監督作品『天国と地獄』（1963年）と『赤ひげ』（1965年）に出演。
『バス通り裏』や『巨泉・前武のゲバゲバ90分!!』への出演で知られた。また、1970年には「私のビートルズ」を発表している。同曲は深夜放送を中心としたラジオでもオンエアされた。1972年にはドラマ『木枯し紋次郎』にゲスト出演し、中村敦夫と共演している。また1973年には映画『股旅』で萩原健一と共演した。
1975年から1994年までは『まんが日本昔ばなし』で語りとすべての登場人物の声を市原悦子と2人のみで長年に亘って演じた。
1977年、「まごころの政治」を掲げて保谷市長選に立候補し、中村敦夫らの応援を受けるが、革新統一候補である都丸哲也に敗れ落選した。
1986年、第4回日本アニメ大賞声優部門特別演技賞を受賞。1995年、第30回モービル児童文化賞を受賞。
2018年7月18日午後頃、脳内出血のため東京都内の病院で死去。81歳没。関係者によれば、亡くなる数か月前から入院療養していたとのことである。
市川崑に重用され、10本以上の作品に出演した。

## 雑記
ムーンライダーズの曲「ニットキャップマン」に名前が登場する。

## 出演

### 演劇
- 象（脚本・別役実）
- スパイものがたり（脚本・別役実）

### テレビドラマ
- バス通り裏（1958年 - 1963年、NHK）
- 喧嘩太郎（1959年、NHK）
- 太陽の子（1961年、NET）
- 正塚の婆さん（1963年、TBS）
- 異聞はがくれ（1964年、NHK）
- 木下恵介劇場 / まだ寒い春（1965年、TBS）
- 忍者部隊月光 第58・59話「ホワイト・デビル作戦  -前・後篇- 」（1965年、CX / 国際放映） - 青島
- 大河ドラマ（NHK）
  - 源義経（1966年） - 喜三太
  - 国盗り物語（1973年） - 猪子兵助
  - 黄金の日日（1978年） - 孫七
- 文五捕物絵図（1967年、NHK） - 矢七
- 三匹の侍 第5シリーズ 第25話「愛憎三猿」（1968年、CX） - 文吉
- ポーラテレビ小説（TBS）
  - 三人の母（1968年 - 1969年） - 国さん
  - パンとあこがれ（1969年） - 浅倉
- 無用ノ介 第4話「無用ノ介・将棋・無用ノ介」（1969年、NTV / 国際放映） - つっかけの銀蔵
- ママに送る大事件（1969年、NHK）
- 五番目の刑事（1969年、NET / 東映） - 庄田刑事
- 七人の刑事（1969年、TBS ） 第381話 「予防殺人」
- 時間ですよ第27話（1970年、TBS）
- ザ・ガードマン 第340話「おんな風呂殺人事件」（1971年、TBS / 大映テレビ室） - 松川
- 知らない同志（1972年、TBS）
- シークレット部隊 第24話「恋の泥棒作戦」（1972年、TBS / 大映テレビ） - 高梨
- 銭形平次 （CX / 東映）
  - 第318話「三ン下子守唄」（1972年） - 参次
  - 第549話「闇夜の証人」（1976年） - 貴三郎
- 木枯し紋次郎 第10話「土煙に絵馬が舞う」（1972年、CX / C.A.L） - 黒部の銀蔵
- 追跡（1973年、KTV / C.A.L）
- 白い影（1973年、TBS）
- 水滸伝 第5話「野盗の叫び」（1973年、NTV / 国際放映）
- 必殺シリーズ（ABC / 松竹）
  - 必殺仕置人 第3話「はみだし者に情なし」（1973年） - 亀吉
  - 助け人走る 第31話「狂乱大決着」（1974年） - 別れ屋桃助
  - 新・必殺仕置人 第10話「女房無用」（1977年） - 政吉
  - 必殺シリーズ10周年記念スペシャル / 仕事人大集合（1982年） - 伊八
- アドベンチャーコメディ 夏の家族（1974年、CX）
- おしどり右京捕物車 第21話「怒」（1974年、ABC / 松竹） - 玉次郎
- 座頭市物語 第5話「情知らずが情に泣いた」（1974年、CX / 勝プロ）
- オズの魔法使い （1974年、NTV） - ブリキマン
- ふりむくな鶴吉 第14話「湯女風情」（1975年、NHK）
- 痛快! 河内山宗俊 第5話「親孝行なさけのかけ橋」（1975年、CX / 勝プロ） - 茂作
- 伝七捕物帳 第56話「怒りの十手」（1975年、NTV /ユニオン映画） - 磯吉
- 非情のライセンス（NET / 東映）
  - 第2シリーズ 第31話「兇悪のプレゼント」（1975年） - 島崎正
  - 第2シリーズ 第81話「兇悪の暴走族」（1976年） - 長谷川吉造
- 高原へいらっしゃい（1976年、TBS） - 村田日出男
- 江戸特捜指令 第11話「呆然! 自分の死体を見た男」（1976年、MBS / 三船プロ）
- 野菊の墓（1977年、ANB）
- おせん（1977年、TBS）
- 人形佐七捕物帳 第24話「他人の名で死ぬ男」（1977年、ANB / 東映） - 六兵衛
- 新・木枯し紋次郎 第21話「命は一度捨てるもの」（1978年、12ch / C.A.L） - 多田玄斎
- 横溝正史シリーズII / 八つ墓村（1978年、MBS / 映像京都） - よろず屋
- 大岡越前 第5部 第19話「復讐に燃える女」（1978年6月12日、TBS / C.A.L） - 勘次
- 死人狩り（1978年 - 1979年、CX / 東宝）
- 七人の刑事 第56話「父ちゃんからの手紙」（1979年、TBS）
- 連続テレビ小説 / なっちゃんの写真館（1980年、NHK） - 小山
- ウルトラマン80 第35話「99年目の竜神祭」（1980年、TBS / 円谷プロ） - イケダ隊員の叔父・山川
- 恐怖!パニック!!人喰熊 史上最大の惨劇 羆嵐（1980年/読売テレビ・東映） - 語り
- 松本清張の駆ける男（1980年、ANB / 松竹）
- 関ヶ原（1981年、TBS）
- 大江戸捜査網
  - 第419話「危機一髪 貝になった娘」（1981年、12ch / 三船プロ） - 仁助
  - 第500話「涙で嫁ぐ盗賊の娘」（1981年） - 徳三郎
- 火曜サスペンス劇場（NTV）
  - 消えた鼓動 心臓移植殺人事件（1981年）
  - 赤い記憶（1985年） - 村田安二郎
  - 殺人回廊（1992年）
- 世にも奇妙な物語 / 幸福の選択（1990年、CX）
- 土曜ワイド劇場
  - 混浴露天風呂連続殺人シリーズ（1986年 - 2006年、ABC / テレパック） - 鉢山刑事
  - おんな警視連城真衣子シリーズ（1988年 - 1991年、ANB）
- ゴーイング マイ ホーム（2012年、KTV） - 百瀬

### 映画
- 警察日記 ブタ箱は満員（1961年、日活）
- 背くらべ（1962年、松竹）
- 一心太助男一匹道中記（1963年1月15日、東映）- 伝助
- 真田風雲録（1963年、東映） - どもりの伊三
- 天国と地獄（1963年、東宝） - 麻薬街の男 *ノンクレジット
- 馬鹿が戦車でやって来る（1964年、松竹） - 九作
- 侍（1965年、東宝）
- 赤ひげ（1965年、東宝）
- 異聞猿飛佐助 (1965年、松竹)
- 日本一の裏切り男（1968年、東宝） - 八
- 赤毛（1969年、東宝） - 代官所手代
- 座頭市と用心棒（1970年、大映） - 鍛冶屋留吉
- 温泉こんにゃく芸者（1970年、東映） - 増田
- 新・ハレンチ学園（1971年、日活） - サンタクロース
- 野良猫ロック 暴走集団'71（1971年、日活） - ネクロ
- 驚異のドキュメント 日本浴湯物語（1971年、東映） - ナレーター
- にっぽん三銃士 おさらば東京の巻（1972年、東宝） - 小岩社長
- 股旅（1973年、ATG）
- ルパン三世 念力珍作戦（1974年、東宝） - 浮浪者
- 冒険者たち（1975年、冒険舎） - 警官
- 桜の森の満開の下（1975年、東宝） - 放免
- 異邦人の河（1975年、緑豆社） - 朴英一
- 本陣殺人事件（1975年、ATG） - 三本指の男
- 任侠外伝 玄海灘（1976年、ATG） - 国鉄労組委員長
- 続・人間革命（1976年、東宝） - 西山
- 悪魔の手毬唄（1977年、東宝） - 辰蔵
- 姿三四郎（1977年、東宝） - 原口天明
- 女王蜂（1978年、東宝） - 農夫
- 病院坂の首縊りの家（1979年、東宝） - 権堂
- 本日ただいま誕生（1979年、東映） - 仙台
- 夜叉ヶ池（1979年） - 蟹五郎
- 天平の甍（1980年、東宝） - 景雲
- 戒厳令の夜（1980年、東宝） - 伊崎史郎
- 古都（1980年、東宝） - 剣持
- 野菊の墓（1981年、東宝）
- 幸福（1981年、東宝） - 千石刑事[10]
- 水のないプール（1982年、東映セントラルフイルム）
- 楢山節考（1983年、東映） - 仁作
- 刑事物語2 りんごの詩（1983年、東宝） - 谷村博士
- 細雪（1983年、東宝） - 五十嵐
- おはん（1984年、東宝） - 富五郎
- 魔の刻（1985年、東映） - 福屋
- カポネ大いに泣く（1985年、松竹＝松竹富士） - 周頭取
- 友よ、静かに瞑れ（1985年、東映）
- ビルマの竪琴（1985年、東宝）
- コミック雑誌なんかいらない! （1986年、ニュー・センチュリー・プロデューサーズ）
- まんだら屋の良太（1986年、ニューセレクト） - 春さん
- 鹿鳴館（1986年、東宝） - 伊集院
- 映画女優 (1986年、東宝） - 伯父・源太郎
- ベッドタイムアイズ（1987年、日本ヘラルド映画） - 年老いた漁師
- 竹取物語（1987年、東宝） - 商人・宇陀
- ゴルフ夜明け前（1987年、東宝） - 佐藤籐右衛門
- つる -鶴-（1988年、東宝） - 猟師
- クレイジーボーイズ（1988年、松竹富士） - タカシの父
- 山田村ワルツ（1988年、松竹） - 助役
- 黒い雨（1989年、東映）
- YAWARA! （1989年、東宝） - 祐天寺豪造
- 宇宙の法則（1990年、大映） - 正蔵
- 夢（1990年、東宝）
- 大誘拐 RAINBOW KIDS（1991年、東宝）
- 天河伝説殺人事件（1991年、東映） - 警官
- REX 恐竜物語（1993年、松竹） - 信田仙次郎
- 先生あした晴れるかな（1994年、中山映画）
- うなぎ（1997年、松竹） - 中島次郎
- 原野の子ら（1999年、中山映画）
- こむぎいろの天使 すがれ追い（1999年、プロデュースセンター） - マツタケ狩り名人・辰次郎
- あかね色の空を見たよ（2000年、中山映画）
- かあちゃん（2001年、東宝） - 易者
- ランドセルゆれて（2003年、中山映画）
- 聞こゆるや（2004年、Ryun） - 会長
- 美式天然（2005年） - 森川さん
- アリア（2007年） - 校長先生
- 死にゆく妻との旅路（2011年、ゴー・シネマ） - 自転車で旅する老人
- 2つ目の窓（2014年、アスミック・エース） - 亀次郎
- 輪廻（2016年、組画）

### テレビアニメ
- まんが日本昔ばなし（1975年 - 1994年、MBS / TBS系）
- まえがみ太郎（1979年、CX） - くじら[11]

### 劇場アニメ
- 象のいない動物園（1982年） - 三吉
- ユニコ 魔法の島へ（1983年）- ククルック[12]
- 銀河鉄道の夜（1985年） - 灯台守
- ごんぎつね（1985年） - 兵十
- 天空の城ラピュタ（1986年） - ポムじいさん[13]
- 源氏物語（1989年） - 北山の僧都
- パンダ物語（1998年） - 語り

### 人形劇
- ひょっこりひょうたん島（1991年、NHK） - アノネ
- こどもにんぎょう劇場「バラモンとトラとジャッカル」（1989年、NHK教育）

## ディスコグラフィ

### シングル
- 私のビートルズ（1970年） - 「私のビートルズ」を発表している[7]
- 2001年生まれのフランケンシュタイン 「おはよう!こどもショー」内
- ゴリラの一郎 花とさけ　「ソング・オブ・カリキュラマシーン」所収（1974年）
- トッピンからげて逃げられて（1983年）

### アルバム
- 常田富士男 民話の世界（1997年、日本馬主連合会） - 朗読[14]

## ラジオ
- 明日への伝言板（RKBラジオ・KBCラジオ・CROSS FM、北九州市人権啓発センター制作）
- 常田富士男のごきげんさん
- 銀河動物園

## バラエティ・情報番組
- 巨泉・前武のゲバゲバ90分!!（NTV）
- カリキュラマシーン（NTV）[注 2]
- 8時だョ!全員集合（TBS） - 「日本昔ばなし」コント時における本家同様のナレーションを務めた
- 今夜は最高!（NTV）
- ズームイン!!朝! 朝の詩「奥の細道」（1991年）
- ハイビジョン特集「四季 里山の音景色」（2007年2月、NHK-BShi） - ナレーション
- 常田富士男さんと歩く加賀・能登むかし話の旅（KCT）
- 日立 世界・ふしぎ発見!（TBS） - ナレーション
- TIME21「長崎旅情 チンチン電車は生きている」（1987年、NTV） - ナレーション

## 鉄道車内放送
- JR西日本・吉備線「昔ばなし列車」（車内でのナレーション）
- JR東日本・飯山線観光列車「おいこっと」（車内でのナレーション）

## CM

### テレビCM
注記がないCMはすべてナレーションのみ。顔出し出演のCMも混在する。
- キユーピー
  - 「キユーピーマヨネーズ」（1976年）
- ハウス食品工業（現：ハウス食品）
  - 「ハウスシチュー」（1978年）
- 藤沢薬品工業（現：アステラス製薬）
  - 「ピコレット」（1978年、歌も担当）
- トヨタ自動車
  - 「ダイナ ジャストロー」（1979年 - 1980年）、「カローラ」（1982年 - 1985年）
- 日清製油（現：日清オイリオ）
  - 「日清サラダ油」（1980年代前半）
- 公共広告機構（現：ACジャパン）
  - 「もったいないおばけ」・「つんつん娘」・「お手伝い狸」・「仲良し地蔵」・「ごめんの鐘」（1982年 - 1986年、『まんが日本昔ばなし』とのコラボレーション）
  - 「犬だって言いたい」[注 3](1986年、映画『ドン松五郎の生活』とのコラボレーション）
- ソニー
  - 「ウォークマン WM-2」（1982年、靴篇）
- 日本楽器製造（現：ヤマハ）
  - 「マイバンド」（1982年、出演：ジャイアント馬場）
- ハクキンカイロ
  - 「こはる」（1983年、歌も担当）
- 丸井
  - 「赤いカード」（1983年、「わをかけて面白くなったね」篇）
- 協和発酵
  - 企業広告（1984年、「動物の健康本能 ラッコ」篇）
- コンフェクショナリーコトブキ
  - 「アーモンドウィッチ」（1984年、関西ローカル）
- 江崎グリコ
  - 「グリコ知床しぶき」（1985年、『まんが日本昔ばなし』とのコラボレーション（「龍の子太郎」を基にしたCM））
- セキスイハイム
  - 「セキスイツーユーホーム」（1987年）
- 大阪ガス
  - 「ガスファンヒーター」（1987年）、「αかまど炊き」[注 4]（1992年、かまどの声）
- JR西日本
  - 「山陽新幹線 陽の道エクスプレス」（1989年、「わが・ままで時間割」篇）
- 日立製作所
  - ルームエアコン「ビッグフロー白くまくん」（1991年 - 1992年）
- 秋田県醗酵工業
  - 「そふと新光」（1993年 - 1994年・2001年、秋田県ローカル（2001年に放映した「手紙」篇は顔出し出演））
- フレッグ食品工業
  - 企業広告[注 5]（1993年、福井県ローカル[注 6]）
- 桝田屋食品
  - 「雪ん子そば」（2008年、長野県ローカル。顔出し出演）

ほか

### ラジオCM
- トヨタ自動車
  - 「カローラ」（1976年）
- 霊友会
  - 「常田富士男のいんなあ・とりっぷ ラジオエッセイ」（1992年）
- 磯部ガーデン
  - 「ホテル磯部ガーデン」（1995年）
- 塚本産業
  - 「足の冷えない不思議なくつ下」（1997年）

## 備考
常田は1990年にTBS系列で放送したスペシャル番組『プロ野球かわら版』（司会：上岡龍太郎）のコーナー、「嗚呼いにしえの名作珍プレー」でナレーションを務め、プロ野球選手（監督・コーチを含む）を下記などに例えた。同コーナーは昔ばなしのようなナレーションとなっていたため、常田がナレーションを務めたテレビアニメ『まんが日本昔ばなし』（MBS / TBS系列）のオープニングテーマ、「にっぽん昔ばなし」も一部のシーンでBGMとして使用された。
常田の例え（ナレーションより。一部選手は省略）
- 「燃える男」（星野仙一） - 宇野（後述）のエラーで失点し、後楽園球場のグラウンドにグラブを思いっ切りたたきつける[野球 3]）。
- 「撃った男」（山本功児） - 「燃える男」が投げるシーンの打者（ナレーションは「うった男」（同音異義語）となるためこちらも記載）。
- 「打った男」（宇野勝） - 「燃える男」で山本（前述）の打球が頭に当たった選手[野球 3]）。宇野ヘディング事件を参照。
- 「村一番の暴れん坊」（近藤貞雄） - 中日ドラゴンズ監督時代に審判員と小突き合いを起こす。日本ハムファイターズ監督時代の映像も少し映る。
- 「卑怯なピッチャー」（打者を敬遠する投手たち・打者へ暴投する投手たち[注 9]）
- 「『アニマル』という無法者」（アニマル・レスリー） - 『アニマル』は阪急ブレーブスでの登録名が由来[野球 4]。
- 「年貢の取り立て[注 10]に追い掛けらた村人」（バーニー・ウイリアムス） - テーラー・ダンカン[注 11]に追われ、ボールを持った手でタッチされる時に転び、アウトとなる。その後、二塁ベースの近くでヘルメットを投げた後、正座でうつむくシーンも映る。
- 「村人」（その他プロ野球選手）

上記の他、敬遠球のホームランを「玉手箱」（柏原純一#プロ入り後を参照）、金玉に打球が当たった内野手を「曲芸師」、センターゴロを「恥」、間抜けなプレーを「トリプルプレー」、他球場で同じようなシーンが起こったことを「隣村」、打球を見失った外野手を横目に三塁ベースを蹴って本塁へ走る走者を「飛脚」と表現した。